# محمد يونس الأحمد
محمد يونس الأحمد البدراني (1949)، هو سياسي وجنرال عراقي يتزعم أحد جناحي حزب البعث العراقي بعد انشقاقه عن القيادة القطرية التي يقودها عزة الدوري. كان الأحمد عضوا في القيادة القطرية لحزب البعث الحاكم في التسعينيات قبل أن يخسر عضويته ويصبح ضمن دائرة الاحتياط. تولى سابقا منصب محافظ الموصل ومنصب رئيس مؤسسة السكك الحديد العراقية  ومدير دائرة التوجيه السياسي في الجيش العراقي وكان برتبة لواء ركن. 
بعد الغزو الأمريكي للعراق واعتقال الرئيس العراقي البعثي صدام حسين، أصبح مسؤولا عن الأمانة العامة للقيادة القطرية لحزب البعث العراقي. وكان دائماً يفتخر بأنه آخر شخص التقى بالرئيس العراقي البعثي صدام حسين قبيل اعتقاله، أما بعد إعدام صدام حسين دخل مع الدوري، الذي خلف صدام كأمين للسر، في نزاع أدى في النهاية إلى انشقاقه بعد فصله صحبة 150 عضواً آخر على خلفية قرارهم بإقامة مؤتمر قطري في العاصمة السورية دمشق برعاية حكومة حزب البعث السوري والتي رأت أنه يجب حل مشاكل حزب البعث العراقي وتوحيدهم تحت قيادة قطرية واحدة وأن يتحد حزب البعث العراقي المنحل مع نظيره حزب البعث السوري والذي يحكم سوريا في مواجهة الجيش الأمريكي المحتل للعراق والوقوف في وجه المؤامرات الأمريكية والإسرائيلية التي تستهدف وجود حزب البعث بكلا فرعيه (البعث السوري) و (البعث العراقي). وقيل بأن الرئيس العراقي البعثي صدام حسين أوصى بان يكون خلفه بالحزب عزة الدوري وإن رفض يكون محمد يونس الأحمد وإن رفض فيكون سعدون حمادي.في يوليو 2006 أدرجته الحكومة العراقية ضمن قائمة ضمت 41 مطلوبا، بتهمة «تمويل وقيادة العمليات الإرهابية» و«الاشتراك في إعادة بناء حزب البعث المحلول» بالتعاون مع الرئيس السوري بشار الأسد وحزب البعث السوري الذي يحكم دمشق.